# Сибирский, Вениамин Михайлович
Вениами́н Миха́йлович Сиби́рский (1936—2019) — советский и российский художник-живописец и педагог. Член Союза художников СССР (1964). Заслуженный художник РСФСР (1978). Народный художник РСФСР (1985).

## Биография
Родился в 1936 году в городе Бузулук.
С 1951 по 1956 годы В. М. Сибирский обучался в Московском областном художественном педагогическом училище изобразительных искусств памяти восстания 1905 года, с 1957 по 1962 годы обучался в отделении живописи Московского государственного художественного института имени В. И. Сурикова, его учителем был профессор В. Г. Цыплаков.
С 1965 года В. М. Сибирский помимо творческой деятельности начал заниматься и педагогической работой. С 1965 по 1972 годы — преподаватель и старший преподаватель кафедры живописи Московского государственного художественного института имени В. И. Сурикова. С 1969 года В. М. Сибирский работает художником на Студии военных художников имени М. Б. Грекова.
С 1971 года В. М. Сибирский совершает творческие командировки в такие страны как ГДР, Болгария, Югославия, Венгрия, Италия, Австрия, Финляндия и США, в Нью-Йорке В. М. Сибирским по заказу Ассоциации «Свободная Россия» было создано крупномасштабное художественное полотно «Деятели русской культуры». С 1998 года В. М. Сибирский совершает творческую командировку в Боснию и Герцеговину, где занимается созданием цикла картин по этой стране и иконостаса для храма Святого князя Александра Невского в городе Углевик. С 2002 года В. М. Сибирский в Анкаре, занимался созданием диорамы «Чанак-кале» для мавзолея Ата-Тюрка.
Наиболее значимые художественные работы: 1975 год — диорама «Штурм крепости Измаил в 1790 году войсками А. В. Суворова», 1994—1995 годы — диорама «Штурм Берлина» (для Музея Победы), «Освобождение Будапешта советскими войсками в 1945 году», «Героический бой чапаевцев 5 сентября 1919 года на станице Лбишенская», 2002 год — диорама «Чанак-кале».
С 1964 года В. М. Сибирский является членом Союза художников СССР.
В 1975 году «за создание диорамы „Штурм крепости Измаил в 1790 году войсками А. В. Суворова“» В. М. Сибирский был удостоен серебряной медали имени М. Б. Грекова.
В 1978 году Указом Президиума Верховного Совета РСФСР В. М. Сибирскому было присвоено почётное звание Заслуженный художник РСФСР, в 1985 году — Народный художник РСФСР.
Умер 16 мая 2019 года в посёлке Серебряники Тверской области. Похоронен на Бёховском кладбище.

## Награды
- Народный художник РСФСР (1985 — «за большие заслуги в области искусства»)
- Заслуженный художник РСФСР (1978)
- Серебряная медаль имени М. Б. Грекова (1975)